# FA Community Shield
Football Association Community Shield (poznatiji kao Charity Shield) je engleski superkup, godišnja utakmica između pobjednika Premier Liga i FA kupa. Igra se od sezone 1908./09.  
Utakmica engleskog superkupa je tradicionalni uvod u sezonu, te se igra na stadionu Wembley (dok je bio u izgradnji igrao se na stadionu Millennium u Cardiffu). Ako klub osvoji Double (Premier ligu i FA kup), tada igra protiv drugoplasirane momčadi prvenstva.  

## Rekordi
- Klub s najviše naslova je Manchester United koji je pobjednički trofej podizao 21 put.
- Everton je najviše puta uzastopno osvojio naslov, 4 puta od 1984. do 1987., dok Manchester United je najviše puta uzastopno izgubio, također 4 puta od 1998. do 2001.
- Igrač koji je najviše puta osvajao trofej je Ryan Giggs. Osvojao ga je 10 puta, 1993., 1994., 1996., 1997., 2003., 2007., 2008., 2010., 2011. i 2013., sve s Manchester Unitedom.
- Ryan Giggs je također najviše puta nastupao na Charity Shieldu, čak 16 puta dosad.
- Utakmica s najviše golova odigrana je 1911. između Manchester Uniteda i Swindon Towna koja je završila rezultatom 8-4
- Tottenhamov golman Pat Jennings postigao je gol protiv Manchester Uniteda 1967. godine
- Brighton & Hove Albion je jedini klub koji je osvojio samo Shield, a nikad FA kup ili Premier Ligu.

## Sve utakmice
| Godina                                                   | Pobjednik                | Strijelci                                   | Rezultat                                                             | Strijelci                         | Finalist                 |
| -------------------------------------------------------- | ------------------------ | ------------------------------------------- | -------------------------------------------------------------------- | --------------------------------- | ------------------------ |
| 1908.                                                    | Manchester United        | Meredith                                    | 1 – 1                                                                | Cannon                            | Queens Park Rangers      |
| Ponovljena ut.                                           | Manchester United        | Turnbull (3) Wall                           | 4 – 0                                                                |                                   | Queens Park Rangers      |
| 1909.                                                    | Newcastle United         | Allan Rutherford                            | 2 – 0                                                                |                                   | Northampton Town         |
| 1910.                                                    | Brighton and Hove Albion | Webb                                        | 1 – 0                                                                |                                   | Aston Villa              |
| 1911.                                                    | Manchester United        | Halse (6) Turnbull Wall                     | 8 – 4                                                                | Fleming Wheatcroft Tout Jefferson | Swindon Town             |
| 1912.                                                    | Blackburn Rovers         | Aitkenhead (2)                              | 2 – 1                                                                | Revill                            | Queens Park Rangers      |
| 1913.                                                    | Profesionalci XI         | Hampton (4) Holley (2) Fleming              | 7 – 2                                                                | Barlos Farnfield                  | Amateri XI               |
| Od 1914. do 1919. nije igrano zbog Prvog svjetskog rata  |                          |                                             |                                                                      |                                   |                          |
| 1920.                                                    | West Bromwich Albion     | Smith (2)                                   | 2 – 0                                                                |                                   | Tottenham Hotspur        |
| 1921.                                                    | Tottenham Hotspur        | Bliss Cantrell                              | 2 – 0                                                                |                                   | Burnley                  |
| 1922.                                                    | Huddersfield Town        | Wilson                                      | 1 – 0                                                                |                                   | Liverpool                |
| 1923.                                                    | Profesionalci XI         | Bradford Chambers                           | 2 – 0                                                                |                                   | Amateurs XI              |
| 1924.                                                    | Profesionalci XI         | Walker (2) Buchan                           | 3 – 1                                                                | Kail                              | Amateri XI               |
| 1925.                                                    | Amateri XI               | Ashton (4) Macey (2)                        | 6 – 1                                                                | Hannaford                         | Profesionalci XI         |
| 1926.                                                    | Amateri XI               | Minter (2) Macey (2) Kail Keeping (o.g.)    | 6 – 3                                                                | Rawlings (2) Tunstall             | Profesionalci XI         |
| 1927.                                                    | Cardiff City             | Ferguson Davies                             | 2 – 1                                                                | Ashton                            | Corinthian               |
| 1928.                                                    | Everton                  | Dean (2)                                    | 2 – 1                                                                | Thornewell                        | Blackburn Rovers         |
| 1929.                                                    | Profesionalci XI         | Seed Chandler Pease                         | 3 – 0                                                                |                                   | Amateri XI               |
| 1930.                                                    | Arsenal                  | Hulme Jack                                  | 2 – 1                                                                | Burgess (pen.)                    | Sheffield Wednesday      |
| 1931.                                                    | Arsenal                  | Bastin                                      | 1 – 0                                                                |                                   | West Bromwich Albion     |
| 1932.                                                    | Everton                  | Dean (4) Johnson                            | 5 – 3                                                                | McMenemy (2) Boyd                 | Newcastle United         |
| 1933.                                                    | Arsenal                  | Birkett (2) Bowden                          | 3 – 0                                                                |                                   | Everton                  |
| 1934.                                                    | Arsenal                  | Birkett Marshall Drake Bastin               | 4 – 0                                                                |                                   | Manchester City          |
| 1935.                                                    | Sheffield Wednesday      | Dewar                                       | 1 – 0                                                                |                                   | Arsenal                  |
| 1936.                                                    | Sunderland               | Burbanks Carter                             | 2 – 1                                                                | Kirchen                           | Arsenal                  |
| 1937.                                                    | Manchester City          | Herd Doherty                                | 2 – 0                                                                |                                   | Sunderland               |
| 1938.                                                    | Arsenal                  | Drake (2)                                   | 2 – 1                                                                | R. Beattie                        | Preston North End        |
| 1939.                                                    | Portsmouth               |                                             | 4 – 1                                                                |                                   | Wolverhampton Wanderers  |
| Od 1940. do 1947. nije igrano zbog drugog svjetskog rata |                          |                                             |                                                                      |                                   |                          |
| 1946.                                                    | Derby County             |                                             | 4 – 1                                                                |                                   | Charlton Athletic        |
| 1947.                                                    | Charlton Athletic        |                                             | 1 – 0                                                                |                                   | Burnley                  |
| 1948.                                                    | Arsenal                  | Lewis (2) Jones Rooke                       | 4 – 3                                                                | Rowley Burke Mitten               | Manchester United        |
| 1949.                                                    | Portsmouth               | Reid                                        | 1 – 1 Podijeljen naslov                                              | Hancocks (pen.)                   | Wolverhampton Wanderers  |
| 1950.                                                    | England World Cup XI     | Mannion Mortensen Baily Mullen              | 4 – 2                                                                | Johnstone Lofthouse               | FA Canadian Touring Team |
| 1951.                                                    | Tottenham Hotspur        | Murphy Bennett                              | 2 – 1                                                                | Milburn                           | Newcastle United         |
| 1952.                                                    | Manchester United        | Rowley (2) Byrne Downie                     | 4 – 2                                                                | Keeble (2)                        | Newcastle United         |
| 1953.                                                    | Arsenal                  | Lishman (2) Lawton                          | 3 – 1                                                                | Mortensen                         | Blackpool                |
| 1954.                                                    | Wolverhampton Wanderers  | Swinbourne (2) Deeley Hancocks              | 4 – 4 Podijeljen naslov                                              | Allen (3) Ryan                    | West Bromwich Albion     |
| 1955.                                                    | Chelsea                  | McMichael (o.g.) Bentley Blunstone          | 3 – 0                                                                |                                   | Newcastle United         |
| 1956.                                                    | Manchester United        | Viollet                                     | 1 – 0                                                                |                                   | Manchester City          |
| 1957.                                                    | Manchester United        | Taylor (3) Berry (pen.)                     | 4 – 0                                                                |                                   | Aston Villa              |
| 1958.                                                    | Bolton Wanderers         | Hill Bannister Lofthouse (2)                | 4 – 1                                                                | Durandt                           | Wolverhampton Wanderers  |
| 1959.                                                    | Wolverhampton Wanderers  | Murray Broadbent Lill                       | 3 – 1                                                                | Wilson                            | Nottingham Forest        |
| 1960.                                                    | Burnley                  | Miller Connelly                             | 2 – 2 Podijeljen naslov                                              | Deeley Murray                     | Wolverhampton Wanderers  |
| 1961.                                                    | Tottenham Hotspur        | Allen (2) Smith                             | 3 – 2                                                                | Haynes Byrne                      | FA XI                    |
| 1962.                                                    | Tottenham Hotspur        | Smith Graves (2) White Medwin               | 5 – 1                                                                | Stephenson                        | Ipswich Town             |
| 1963.                                                    | Everton                  | Gabriel Stevens Vernon (pen.) Temple        | 4 – 0                                                                |                                   | Manchester United        |
| 1964.                                                    | Liverpool                | Wallace G. Byrne                            | 2 – 2 Podijeljen naslov                                              | J. Byrne Hurst                    | West Ham United          |
| 1965.                                                    | Manchester United        | Best Herd                                   | 2 – 2 Podijeljen naslov                                              | Stevenson Yeats                   | Liverpool                |
| 1966.                                                    | Liverpool                | Hunt                                        | 1 – 0                                                                |                                   | Everton                  |
| 1967.                                                    | Manchester United        | Charlton (2) Law                            | 3 – 3 Podijeljen naslov                                              | Robertson Jennings Saul           | Tottenham Hotspur        |
| 1968.                                                    | Manchester City          | Owen (2) Lee (2) Lovett (o.g.) Young        | 6 – 1                                                                | Krzywicki                         | West Bromwich Albion     |
| 1969.                                                    | Leeds United             | Gray Charlton                               | 2 – 1                                                                | Bell                              | Manchester City          |
| 1970.                                                    | Everton                  | Whittle Kendall                             | 2 – 1                                                                | Hutchinson                        | Chelsea                  |
| 1971.                                                    | Leicester City           | Whitworth                                   | 1 – 0                                                                |                                   | Liverpool                |
| 1972.                                                    | Manchester City          | Lee (pen.)                                  | 1 – 0                                                                |                                   | Aston Villa              |
| 1973.                                                    | Burnley                  | Waldron                                     | 1 – 0                                                                |                                   | Manchester City          |
| 1974.                                                    | Liverpool                | Boersma                                     | 1 – 1 Liverpool pobijedio 6-5 nakon penala                           | Cherry                            | Leeds United             |
| 1975.                                                    | Derby County             | Hector McFarland                            | 2 – 0                                                                |                                   | West Ham United          |
| 1976.                                                    | Liverpool                | Toshack                                     | 1 – 0                                                                |                                   | Southampton              |
| 1977.                                                    | Manchester United        |                                             | 0 – 0 Podijeljen naslov                                              |                                   | Liverpool                |
| 1978.                                                    | Nottingham Forest        | O'Neill (2) Withe Lloyd Robertson           | 5 – 0                                                                |                                   | Ipswich Town             |
| 1979.                                                    | Liverpool                | McDermott (2) Dalglish                      | 3 – 1                                                                | Sunderland                        | Arsenal                  |
| 1980.                                                    | Liverpool                | McDermott                                   | 1 – 0                                                                |                                   | West Ham United          |
| 1981.                                                    | Aston Villa              | Withe (2)                                   | 2 – 2 Podijeljen naslov                                              | Falco (2)                         | Tottenham Hotspur        |
| 1982.                                                    | Liverpool                | Rush                                        | 1 – 0                                                                |                                   | Tottenham Hotspur        |
| 1983.                                                    | Manchester United        | Robson (2)                                  | 2 – 0                                                                |                                   | Liverpool                |
| 1984.                                                    | Everton                  | Grobbelaar (a.g.)                           | 1 – 0                                                                |                                   | Liverpool                |
| 1985.                                                    | Everton                  | Steven Heath                                | 2 – 0                                                                |                                   | Manchester United        |
| 1986.                                                    | Everton                  | Heath 80'                                   | 1 – 1 Podijeljen naslov                                              | Rush 88'                          | Liverpool                |
| 1987.                                                    | Everton                  | Clarke                                      | 1 – 0                                                                |                                   | Coventry City            |
| 1988.                                                    | Liverpool                | Aldridge (2)                                | 2 – 1                                                                | Fashanu                           | Wimbledon                |
| 1989.                                                    | Liverpool                | Beardsley                                   | 1 – 0                                                                |                                   | Arsenal                  |
| 1990.                                                    | Liverpool                | Barnes (pen.)                               | 1 – 1 Podijeljen naslov                                              | Blackmore                         | Manchester United        |
| 1991.                                                    | Arsenal                  |                                             | 0 – 0 Podijeljen naslov                                              |                                   | Tottenham Hotspur        |
| 1992.                                                    | Leeds United             | Cantona (3) Dorigo                          | 4 – 3                                                                | Rush Saunders Strachan (a.g.)     | Liverpool                |
| 1993.                                                    | Manchester United        | Hughes                                      | 1 – 1 Manchester United pobijedio 5-4 nakon penala                   | Wright                            | Arsenal                  |
| 1994.                                                    | Manchester United        | Cantona (pen.) Ince                         | 2 – 0                                                                |                                   | Blackburn Rovers         |
| 1995.                                                    | Everton                  | Samways                                     | 1 – 0                                                                |                                   | Blackburn Rovers         |
| 1996.                                                    | Manchester United        | Cantona 25' Butt 30' Beckham 86' Keane 88'  | 4 – 0                                                                |                                   | Newcastle United         |
| 1997.                                                    | Manchester United        | Johnsen 57'                                 | 1 – 1 Manchester United pobijedio 4–2 nakon penala                   | Hughes 52'                        | Chelsea                  |
| 1998.                                                    | Arsenal                  | Overmars 33' Wreh 56' Anelka 71'            | 3 – 0                                                                |                                   | Manchester United        |
| 1999.                                                    | Arsenal                  | Kanu 67' (pen.) Parlour 77'                 | 2 – 1                                                                | Beckham 36'                       | Manchester United        |
| 2000.                                                    | Chelsea                  | Hasselbaink 22' Melchiot 73'                | 2 – 0                                                                |                                   | Manchester United        |
| 2001.                                                    | Liverpool                | McAllister 2' (pen.) Owen 16'               | 2 – 1                                                                | van Nistelrooy 51'                | Manchester United        |
| 2002.                                                    | Arsenal                  | Gilberto 69'                                | 1 – 0                                                                |                                   | Liverpool                |
| 2003.                                                    | Manchester United        | Silvestre 15'                               | 1 – 1 Manchester United pobijedio 4–3 nakon penala                   | Henry 20'                         | Arsenal                  |
| 2004.                                                    | Arsenal                  | Gilberto 49' Reyes 59' Silvestre 79' (o.g.) | 3 – 1                                                                | Smith 55'                         | Manchester United        |
| 2005.                                                    | Chelsea                  | Drogba 8', 57'                              | 2 – 1                                                                | Fàbregas 65'                      | Arsenal                  |
| 2006.                                                    | Liverpool                | Riise 9' Crouch 80'                         | 2 – 1                                                                | Ševčenko 43'                      | Chelsea                  |
| 2007.                                                    | Manchester United        | Giggs 35'                                   | 1 – 1 Manchester United pobijedio 3-0 nakon izvođenja jedanaesteraca | Malouda 45'                       | Chelsea                  |
| 2008. Opširnije                                          | Manchester United        |                                             | 0 – 0 Manchester United pobijedio 3-1 nakon izvođenja jedanaesteraca |                                   | Portsmouth               |
| 2009.                                                    | Chelsea                  | Carvalho 52' Lampard 71'                    | 2 – 2 Chelsea pobijedio 4-1 nakon izvođenja jedanaesteraca           | Nani 10' Rooney 90'               | Manchester United        |
| 2010.                                                    | Manchester United        | Valencia 41' Hernández 76' Berbatov 90+2'   | 3 – 1                                                                | Kalou 83'                         | Chelsea                  |
| 2011.                                                    | Manchester United        | Smalling 52' Nani 58', 90+4'                | 3 – 2                                                                | Lescott 38' Džeko 45+1'           | Manchester City          |
| 2012.                                                    | Manchester City          | Touré 53' Tevez 59' Nasri 65'               | 3 – 2                                                                | Torres 40' Bertrand 80'           | Chelsea                  |
| 2013.                                                    | Manchester United        | van Persie 6', 59'                          | 2 – 0                                                                |                                   | Wigan                    |
| 2014.                                                    | Arsenal                  | Cazorla 22' Ramsey 43' Giroud 62'           | 3 – 0                                                                |                                   | Manchester City          |

## Klubovi po broju naslova
| Klub                    | Naslova (podijeljeni naslovi) | Godina (* podijeljen naslov) |
| ----------------------- | ----------------------------- | --- |
| Manchester United       | 21 (4)                        | 1908., 1911., 1952., 1956., 1957., 1965.*, 1967.*, 1977.*, 1983., 1990.*, 1993., 1994., 1996., 1997., 2003., 2007., 2008., 2010., 2011., 2013., 2016. |
| Liverpool               | 15 (5)                        | 1964.*, 1965.*, 1966., 1974., 1976., 1977.*, 1979., 1980., 1982., 1986.*, 1988., 1989., 1990.*, 2001., 2006.                                          |
| Arsenal                 | 14 (1)                        | 1930., 1931., 1933., 1934., 1938., 1948., 1953., 1991.*, 1998., 1999., 2002., 2004., 2014., 2015.                                                     |
| Everton                 | 9 (1)                         | 1928., 1932., 1963., 1970., 1984., 1985., 1986.*, 1987., 1995.                                                                                        |
| Tottenham Hotspur       | 7 (3)                         | 1921., 1951., 1961., 1962., 1967.*, 1981.*, 1991.* |
| Wolverhampton Wanderers | 4 (3)                         | 1949.*, 1954.*, 1959., 1960.* |
| Chelsea                 | 4                             | 1955., 2000., 2005., 2009. |
| Manchester City         | 4                             | 1937., 1968., 1972., 2012. |
| Leeds United            | 2                             | 1969., 1992. |
| Burnley                 | 2 (1)                         | 1960.*, 1973. |
| Portsmouth              | 2 (1)                         | 1939., 1949.* |
| West Bromwich Albion    | 2 (1)                         | 1920., 1954.* |
| Blackburn Rovers        | 1                             | 1912. |
| Bolton Wanderers        | 1                             | 1958. |
| Brighton & Hove Albion  | 1                             | 1910. |
| Cardiff City            | 1                             | 1927. |
| Derby County            | 1                             | 1975. |
| Huddersfield Town       | 1                             | 1922. |
| Leicester City          | 1                             | 1971. |
| Newcastle United        | 1                             | 1909. |
| Nottingham Forest       | 1                             | 1978. |
| Sheffield Wednesday     | 1                             | 1935. |
| Sunderland              | 1                             | 1936. |
| Aston Villa             | 1 (1)                         | 1981.* |
| West Ham United         | 1 (1)                         | 1964.* |

## Vanjske poveznice
- Povijest Charity Shielda

| 1. – 4. rang | FA Premier liga (prvaci / vječna tablica) • Championship • League One • League Two |
|              | |
| 5. – 6. rang | Football Conference (National • North • South) |
|              | |
| 7. – 8. rang | Northern Premier (Premier Division • Division One North • Division One South) • Southern League (Premier Division • Division One Midlands • Division One South & West) • Isthmian League (Premier Division • Division One North • Division One South) |
|              | |
| bivše lige   | Football Alliance |

| trenutni | FA kup • Liga kup • FA Community Shield • EFL Trophy • FA Trophy • FA Vase • FA NLS Cup |
|          | |
| bivši    | Full Members Cup • Football League Super Cup • Mercantile Credit Centenary Trophy • Football League Group Cup • Football League War Cup • Watney Cup • Conference League Cup • FA Amateur Cup • Southern Professional Floodlit Cup |

| 1. – 4. rang | FA Premier liga (prvaci / vječna tablica) • Championship • League One • League Two |
|              | |
| 5. – 6. rang | Football Conference (National • North • South) |
|              | |
| 7. – 8. rang | Northern Premier (Premier Division • Division One North • Division One South) • Southern League (Premier Division • Division One Midlands • Division One South & West) • Isthmian League (Premier Division • Division One North • Division One South) |
|              | |
| bivše lige   | Football Alliance |

| trenutni | FA kup • Liga kup • FA Community Shield • EFL Trophy • FA Trophy • FA Vase • FA NLS Cup |
|          | |
| bivši    | Full Members Cup • Football League Super Cup • Mercantile Credit Centenary Trophy • Football League Group Cup • Football League War Cup • Watney Cup • Conference League Cup • FA Amateur Cup • Southern Professional Floodlit Cup |

| 1. – 4. rang | FA Premier liga (prvaci / vječna tablica) • Championship • League One • League Two |
|              | |
| 5. – 6. rang | Football Conference (National • North • South) |
|              | |
| 7. – 8. rang | Northern Premier (Premier Division • Division One North • Division One South) • Southern League (Premier Division • Division One Midlands • Division One South & West) • Isthmian League (Premier Division • Division One North • Division One South) |
|              | |
| bivše lige   | Football Alliance |

| trenutni | FA kup • Liga kup • FA Community Shield • EFL Trophy • FA Trophy • FA Vase • FA NLS Cup |
|          | |
| bivši    | Full Members Cup • Football League Super Cup • Mercantile Credit Centenary Trophy • Football League Group Cup • Football League War Cup • Watney Cup • Conference League Cup • FA Amateur Cup • Southern Professional Floodlit Cup |

| 1. – 4. rang | FA Premier liga (prvaci / vječna tablica) • Championship • League One • League Two |
|              | |
| 5. – 6. rang | Football Conference (National • North • South) |
|              | |
| 7. – 8. rang | Northern Premier (Premier Division • Division One North • Division One South) • Southern League (Premier Division • Division One Midlands • Division One South & West) • Isthmian League (Premier Division • Division One North • Division One South) |
|              | |
| bivše lige   | Football Alliance |

| trenutni | FA kup • Liga kup • FA Community Shield • EFL Trophy • FA Trophy • FA Vase • FA NLS Cup |
|          | |
| bivši    | Full Members Cup • Football League Super Cup • Mercantile Credit Centenary Trophy • Football League Group Cup • Football League War Cup • Watney Cup • Conference League Cup • FA Amateur Cup • Southern Professional Floodlit Cup |